# Third World Media
Third World Media é uma premiada produtora estadunidense de filmes pornográficos fundada em 1999 e especializada em artistas estrangeiros.